# Nokia Lumia 930
Das Nokia Lumia 930 ist ein Windows-Phone-Smartphone von Nokia. Es wurde unter anderem zusammen mit dem Lumia 630/635 und Windows Phone 8.1 auf Microsofts Hausmesse Build 2014 vorgestellt. Das Nokia Lumia 930 war das erste High-end-Smartphone mit Microsofts Betriebssystem Windows Phone 8.1. Von den technischen Daten und der Ausstattung ist es nahezu mit dem Lumia 1520 identisch.

## Hardware

### Technische Daten
Das Nokia Lumia 930 besitzt ein 5 Zoll großes OLED-Display, mit einer Auflösung von 1920×1080 Pixeln (Full HD). Als SoC wird der Snapdragon 800 von Qualcomm eingesetzt, der vier Prozessorkerne mit einer Taktfrequenz von je 2,2 Gigahertz besitzt. Im Lumia 930 sind zudem 2 GB Arbeitsspeicher und 32 GB interner Speicher installiert, letzterer kann jedoch nicht mit einer MicroSD-Karte erweitert werden. Der Lithium-Ionen-Akkumulator des Lumia 930 ist 2420 mAh groß und kann kabellos über den Qi-Standard geladen werden. Des Weiteren verfügt das Lumia 930 als erstes Smartphone über eine Tonaufnahme in Dolby Surround Qualität. Diese Möglichkeit, 5.1 Surround-Ton aufzunehmen, wird durch vier gerichtete, hochempfindliche Mikrofone realisiert und kann auch in Verbindung mit der UHD-Videoaufzeichnung genutzt werden.

### Digitalkameras
Die Digitalkamera auf der Rückseite des Lumia 930 hat einen 20 Megapixel großen Sensor und eine Optik von Carl Zeiss. Zudem verfügt die Kamera über einen optischen Bildstabilisator. Die Kamera besitzt eine f/2.4-Blende und eine Festbrennweite. Videos können in UHD bei einer Framerate von bis zu 30 fps und Zeitlupe aufgenommen werden.
Die Frontkamera des Lumia 930 löst mit 1,2 Megapixeln auf (HD). Videos können mit dieser in 1280×720 Pixeln aufgenommen werden.
Darüber hinaus besitzt das Lumia 930 eine dedizierte Kamerataste.

### Design
Das Lumia 930 besitzt eine gummierte Rückseite aus Polykarbonat und einen Metallrahmen. Erhältlich ist das Lumia 930 in den Farben schwarz, grün, orange und weiß.

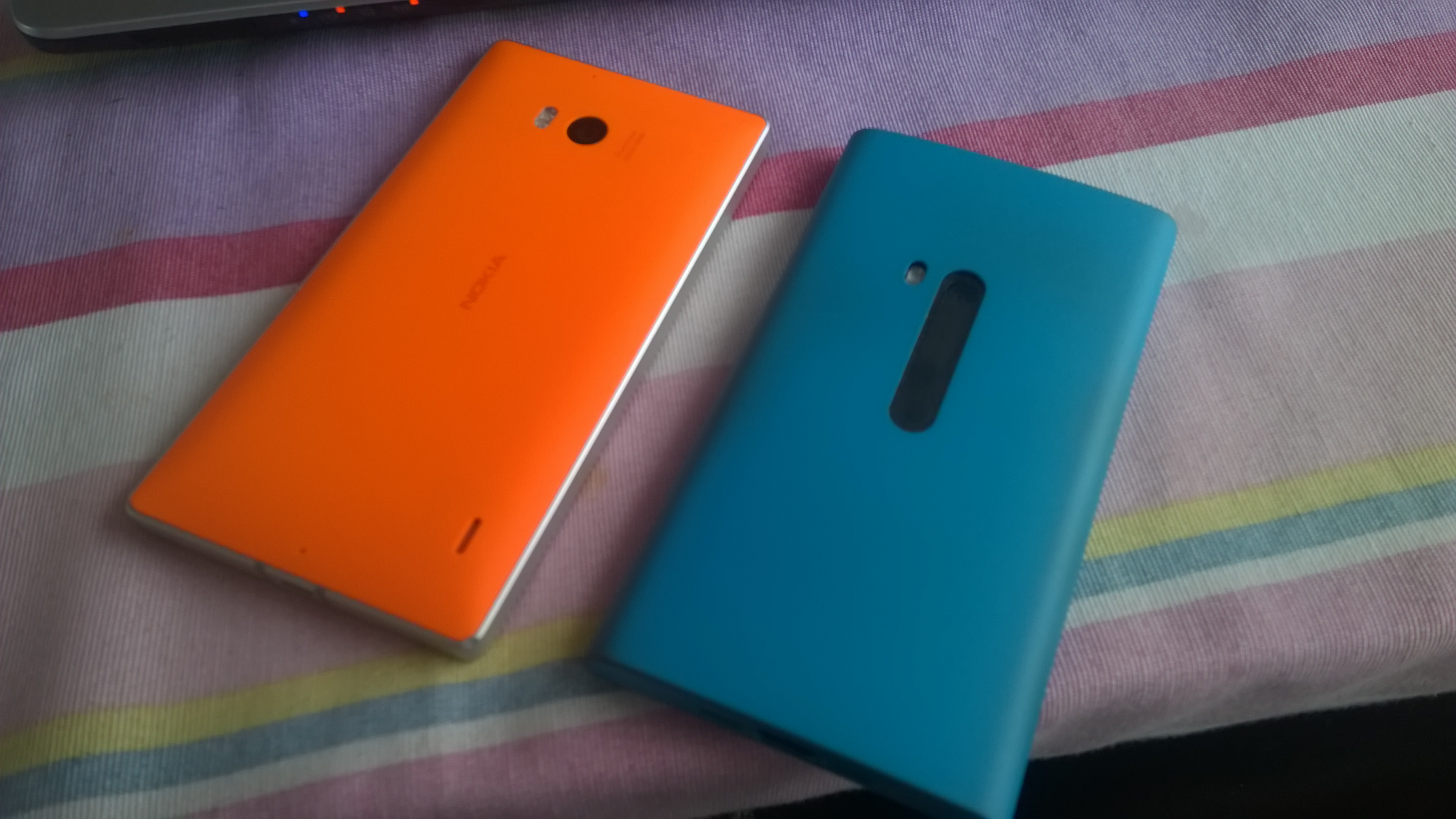
Nokia Lumia 930 neben einer seiner Vorgänger, dem Lumia 920
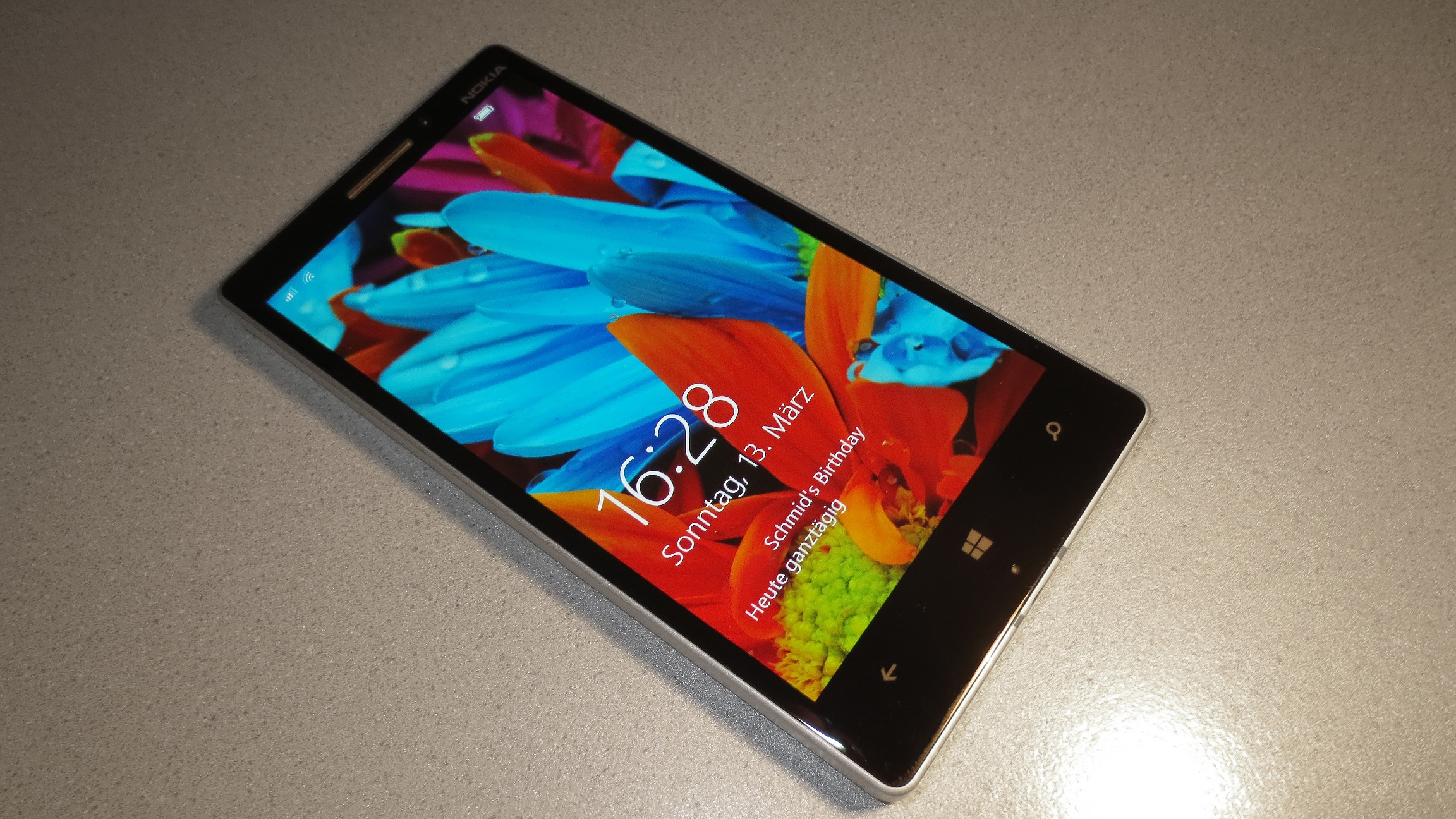
Nokia Lumia 930 von vorne
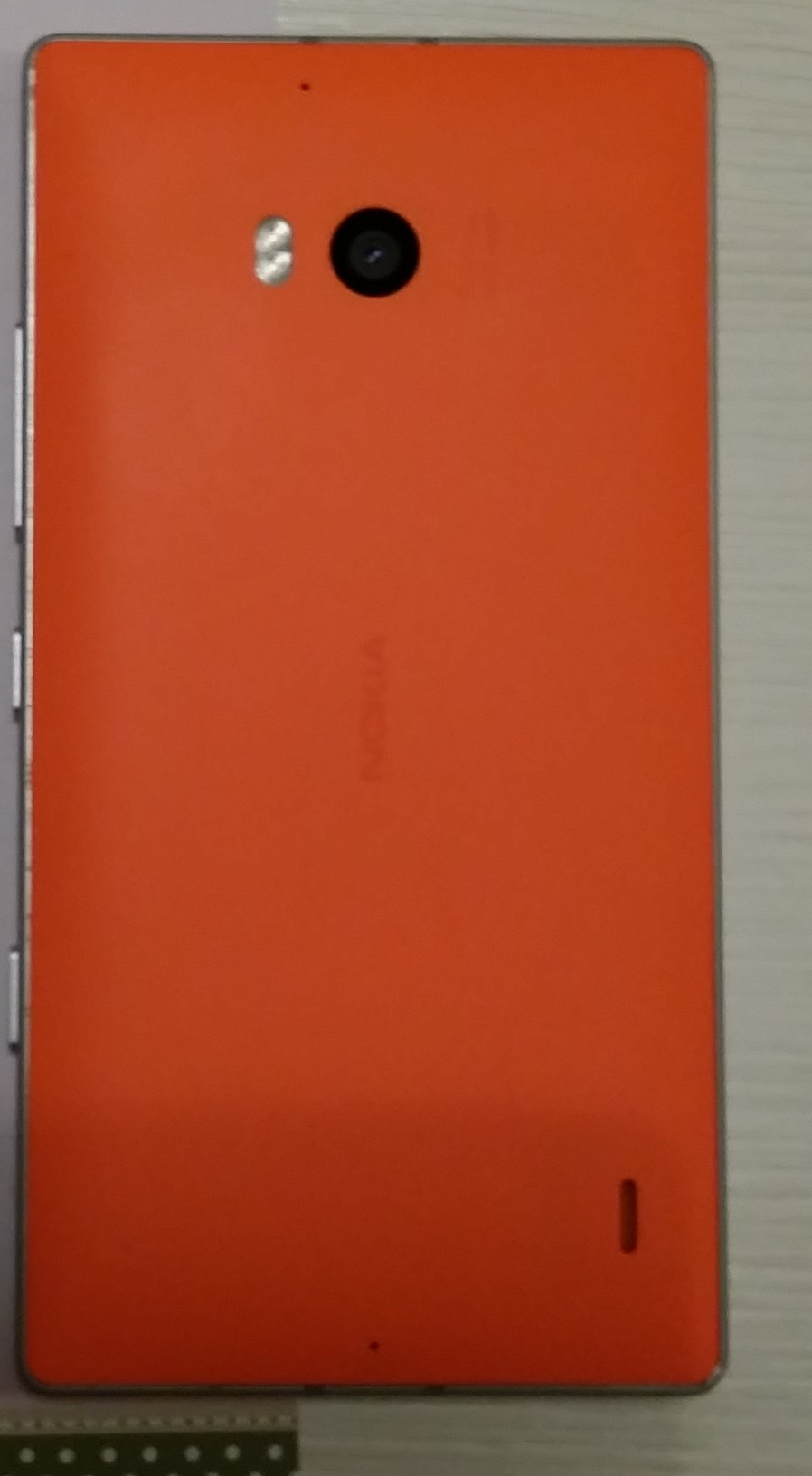
Rückseite des Lumia 930 in orange

## Software

### Betriebssystem
Auf dem Nokia Lumia 930 ist das Betriebssystem Windows Phone 8.1 von Microsoft vorinstalliert. Ein Upgrade auf das nachfolgende System Windows 10 Mobile bis zur Version 1703 ist offiziell möglich.